# Displasia broncopulmonar
Displasia broncopulmonar é uma doença pulmonar crónica em recém-nascidos e crianças. É mais comum em crianças com baixo peso à nascença e nas que se submetem a tratamentos prolongados com ventilação mecânica para a síndrome da angústia respiratória do recém-nascido. A doença causa morbilidade e mortalidade significativas. Foi descrita pela primeira vez em 1967.